# L'eroico traditore
L'eroico traditore (Двое в степи) è un film del 1964 diretto da Anatolij Vasil'evič Ėfros.